# Ushiku Daibutsu
Ushiku Daibutsu (牛久大仏?) este o statuie situată în Ushiku, prefectura Ibaraki, Japonia. Terminată în 1993, ea are o înălțime totală de 120 m, din care 10 m sunt baza și alți 10 m platforma lotus. Statuia a deținut recordul pentru cea mai înaltă statuie din 1993 până în 2008. În 2018, era una dintre primele cinci cele mai înalte statui din lume.
Un ascensor duce vizitatorii până la 85 m la un etaj de observare⁠(d). Statuia îl înfățișează pe Amitabha Buddha și este realizată din bronz. Este cunoscută sub numele de Ushiku ARCADIA (Amida's Radiance and Compassion Actually Developing and Illuminating Area). A fost construită pentru a comemora nașterea lui Shinran, fondatorul confesiunii budiste Jōdo Shinshū (浄土真宗) sau „Școala Adevărată a Pământului Pur”.

## Construcția
Construcția a fost atribuită firmei Kawada ([[{{{2}}}]]⁠(ja)[traduceți] Kawada Kōgyō?), care a lucrat sub perete cortină (curtain wall⁠(d)工法 Kāten uōru kōhō?).
Mai întâi, a fost înălțată o coloană de oțel din fontă în centru care avea să susțină greutatea întregului Daibutsu. Apoi, în jurul acesteia s-a amenajat o structură-cadru de oțel care a fost pre-asamblată pe sol bloc cu bloc în avans.
Trunchiul sau corpul statuii, înalt de 100 de metri, a fost împărțit în 20 de niveluri, fiecare nivel constând în medie din 17 blocuri. În plus, pe fiecare bloc component erau sudate 9 planșe de bronz, de 1,5 metri pe 1,5 metri și în jur de 6 milimetri grosime, pe un cadru de oțel. Acele cadre din oțel se legau la cadrul principal ca ramurile unui copac, formând un contur complicat. Planșele de bronz sunt mult mai ușoare în comparație cu cele ale Marelui Buddha de la templul Tōdai-ji din Nara, deoarece cea de la Ushiku aplică un cadru de oțel pentru a susține structura. Designul elaborat al mâinilor și brațelor a fost asamblat tot pe sol, apoi atașat pe corp cu o macara imensă care ridica fiecare piesă.

## Detalii
- Greutate: 4.003 t
- Lungimea mâinii stângi: 18 m
- Lungimea feței: 20 m
- Lungimea ochiului: 2,55 m
- Lungimea gurii: 4,5 m
- Lungimea nasului: 1,2 m
- Lungimea urechii: 10 m
- Lungimea primului deget: 7 m

În interiorul statuii în sine se află o clădire cu patru etaje, care servește drept muzeu.
Nivelul 1, Lumina Fără Sfârșit si Viața Fără Sfârșit
Holul de la primul etaj este întunecat. În centrul încăperii, o singură coloană de lumină coboară asupra unui cazan unde ard ierburi aromate. Dincolo de acesta este liftul care duce la celelalte etaje.
Nivelul 2 (10 m), Lumea Recunoștinței
În mare parte dedicată studiilor scripturale
Nivelul 3 (20–30 m), Lumea Sanctuarului Lotus
3000 de mostre de statui Buddha din aur
Nivelul 4 (80–85 m), Camera Mt. Grdhrakuta
Tot la etajul al patrulea sunt ferestre cu vedere din pieptul lui Buddha către grădina de flori adiacentă și micul parc de animale.